# Microryzomys
Microryzomys (Thomas, 1917) è un genere di roditori della famiglia dei Cricetidi.

## Descrizione

### Dimensioni
Al genere Microryzomys appartengono roditori di piccole dimensioni, con lunghezza della testa e del corpo tra 62 e 99 mm, la lunghezza della coda tra 94 e 133 mm e un peso fino a  g.

### Caratteristiche craniche e dentarie
Il cranio è delicato e presenta un rostro corto e una scatola cranica tondeggiante e liscia. Il palato è corto. Gli incisivi superiori sono stretti, lisci ed ortodonti, ovvero con le punte rivolte verso il basso. I molari hanno la corona bassa.
Sono caratterizzati dalla seguente formula dentaria:

### Aspetto
La pelliccia è soffice e rigogliosa, le parti dorsali variano dal fulvo al giallo-brunastro mentre quelle ventrali sono leggermente più chiare. I piedi sono corti e sottili. le piante hanno sei cuscinetti carnosi ed il quinto dito lungo quanto i tre centrali. La coda è più lunga della testa e del corpo. Le femmine hanno quattro paia di mammelle. Sono privi di cistifellea.

## Distribuzione
Il genere è diffuso nelle regioni andine dell'America meridionale dal Venezuela settentrionale fino al Perù.

## Tassonomia
Il genere comprende 2 specie:
- Microryzomys altissimus
- Microryzomys minutus